# Avatar: The Last Airbender – Into the Inferno
Аватар: Последњи владар ветрова – У паклу је видео игра из 2008. године базирана на истоименој анимираној серији.

## Гејмплеј
Стилови играња варирају на различитим платформама. У верзији Нинтендо ДС, ликови имају веома велике главе, дајући игри осећај цртања. Катарина способност прављења леденог моста враћа се из претходних игара. Сокин бумеранг се користи за распадање изван досега или за решавање загонетки; играч повлачи пут за бумерангом. Тоф може може владати малим земљаним платформама, а Анг може да направи торнадо, да пролази пеко празнине или да помера правац објеката.
Нинтендо Wii и Плејстејшн 2 верзије пружају потпуно другачији начин играња. Ватрене кугле, камење и вода могу се покупити држећи дугме Б под условом да су те ствари у близини играча. Анг може да формира сферу јаких ветрова (ваздушну лопту), да разбије препреке и отпуфне објекте тако што ће направити круг са примарним контролором. Тоф може подићи земљу и бацити је, извући земљу из зидова и подићи је како би од ње направила стубове. Катара може да гаси ватру својим владањем воде и може је замрзнути у блок потресањем секундарног контролера. Лед се такође може извући из водопада и њиме се направити ледени стубови. Зуко може владати ватром и спаљивати ствари. Сока да баца свој бумеранг, притиском на слово Б. Анг због своје титуле Аватара миоже владати свим елементима (вода, ватра, земља, ваздух), али у борби има само могућниост владања ваздухом.